# Маркиз де Велада

Герб муниципалитета Велада, провинция Толедо, автономное сообщество Кастилия-Ла-Манча

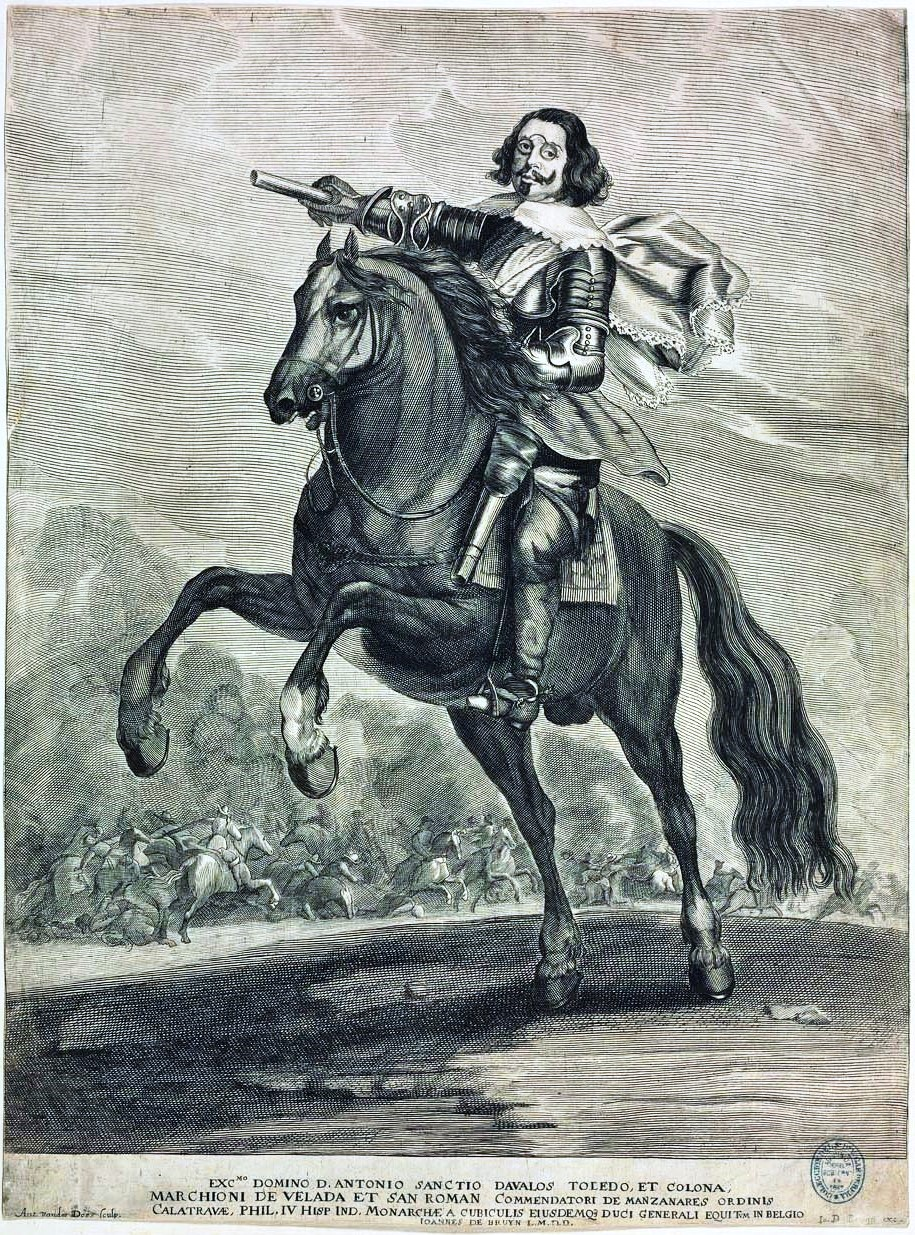
Антонио Санчо Давила де Толедо и Колонна (1590—1666), 3-й маркиз де Велада, 1-й маркиз де Сан-Роман

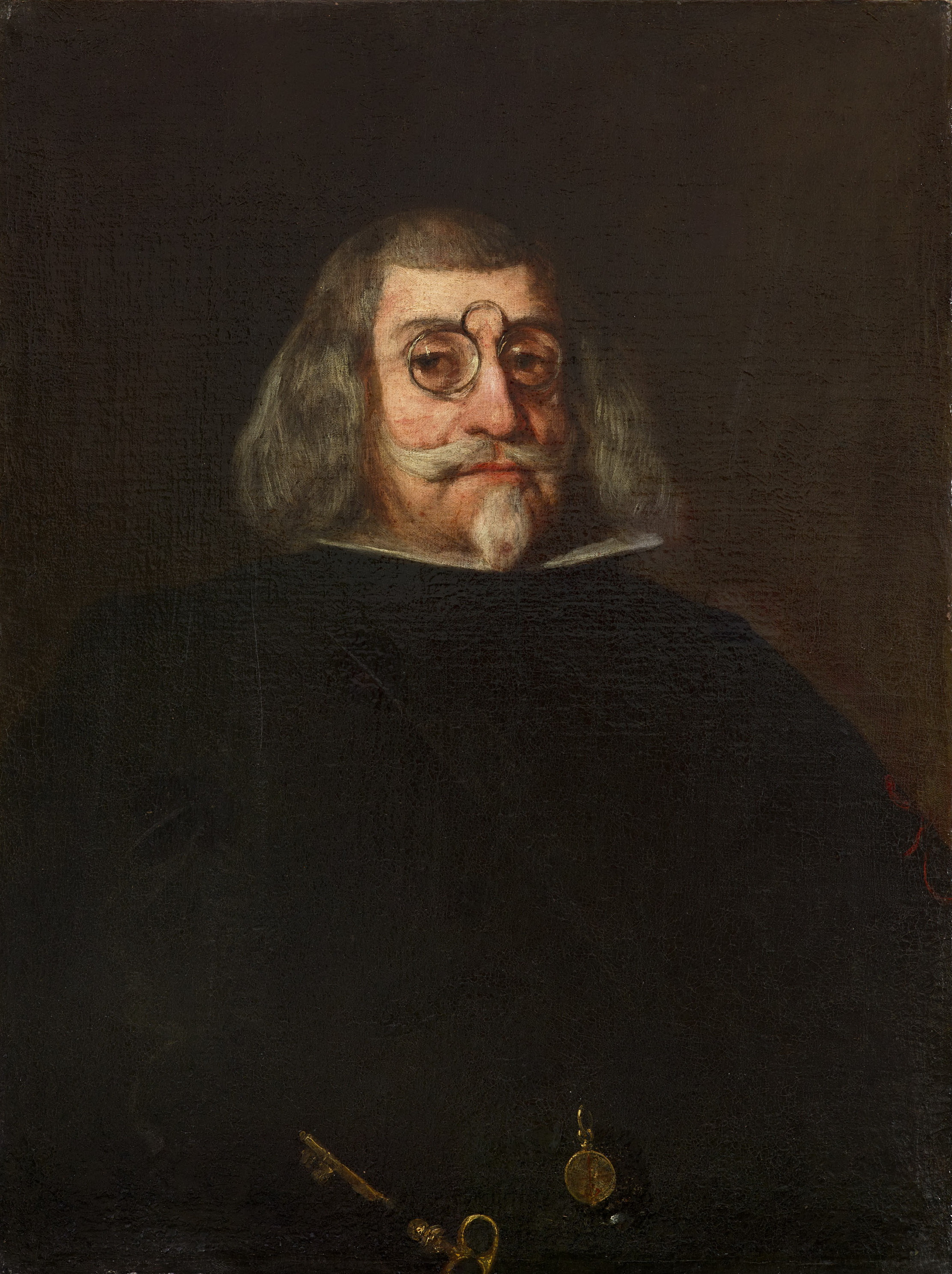
Антонио Педро Санчо Давила и Осорио (ок. 1615—1689), 4-й маркиз де Велада

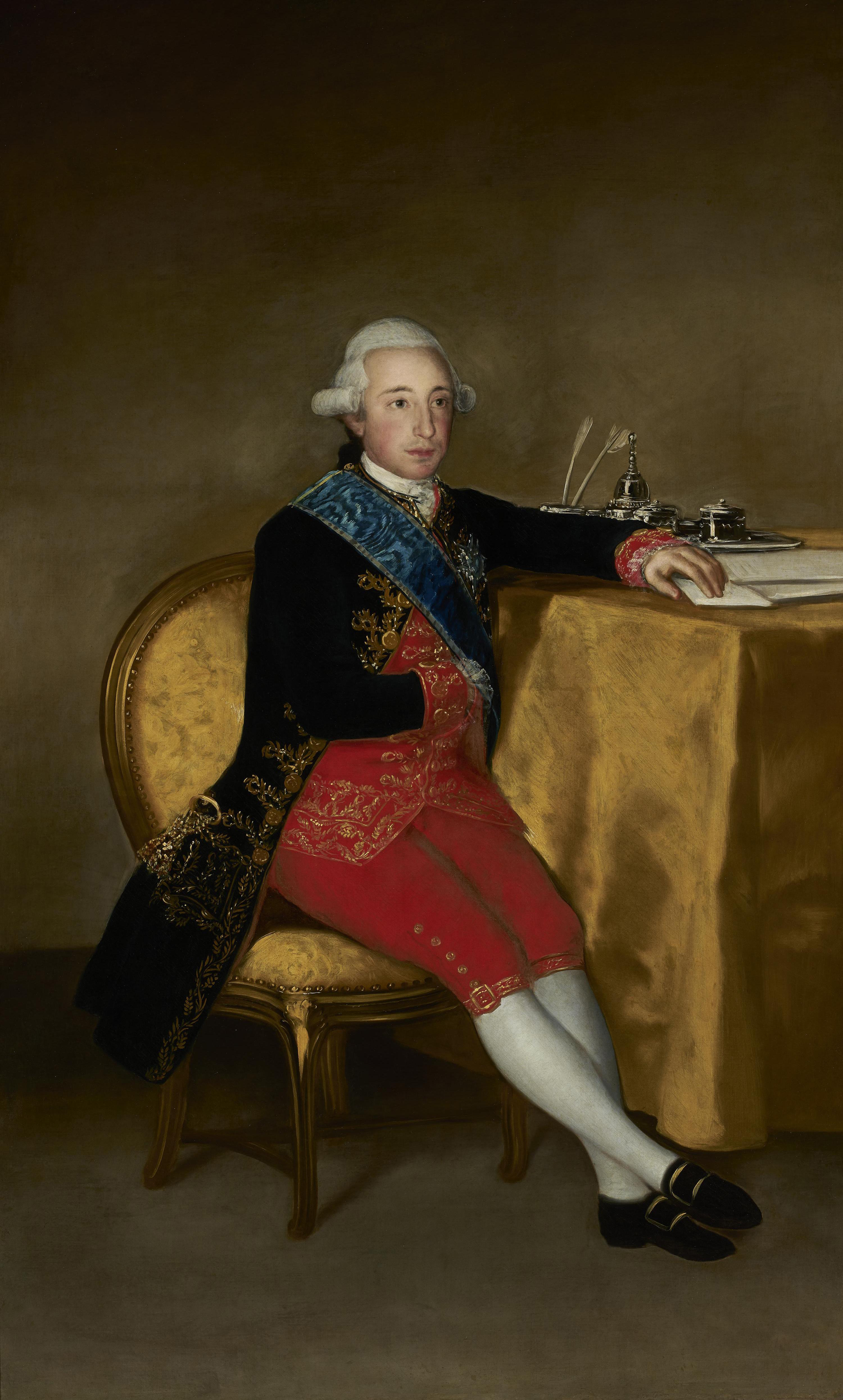
Висенте Хоакин Осорио де Москосо и Гусман (1756—1816), 10-й маркиз де Велада

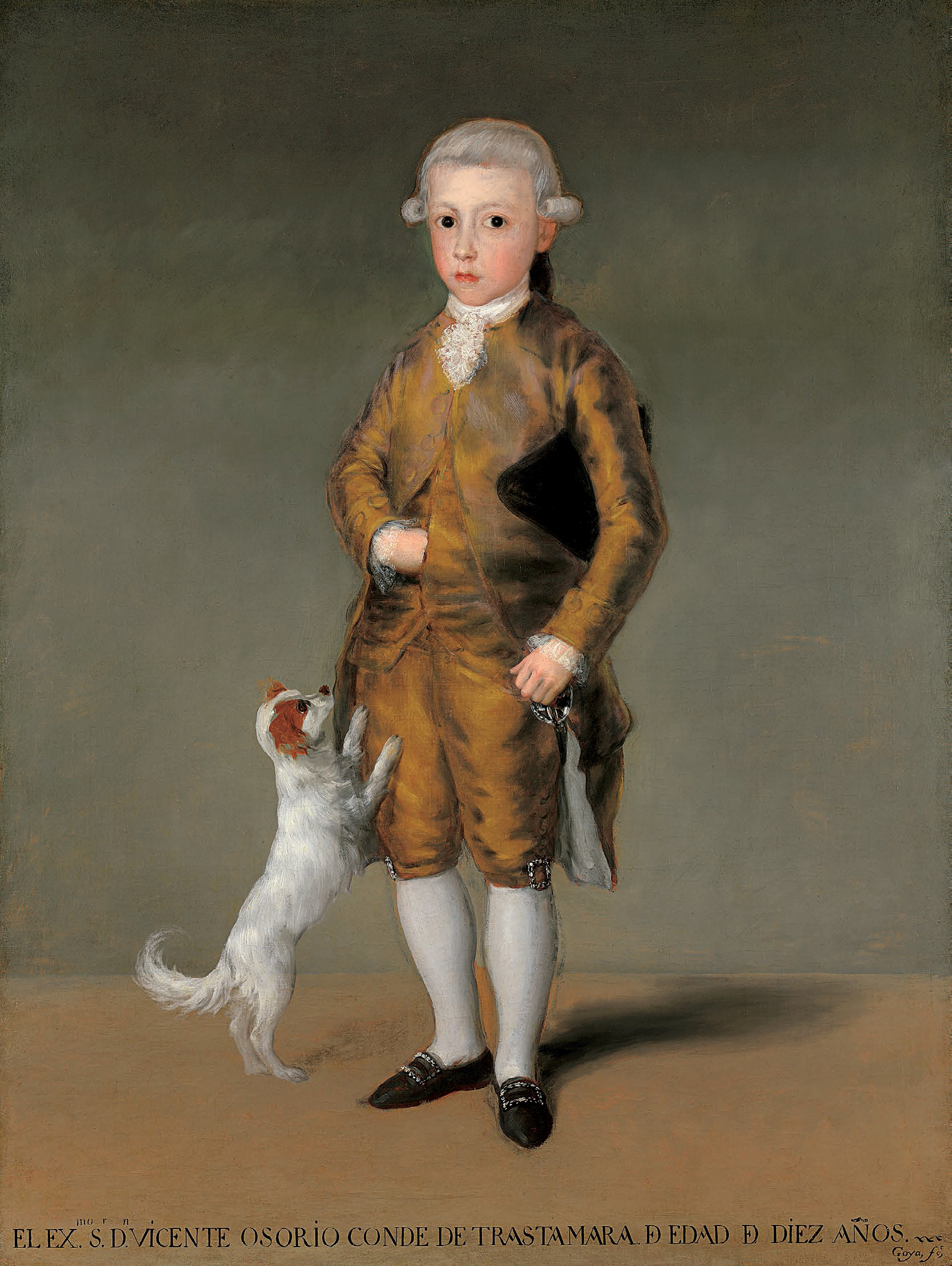
Висенте Изабель Осорио де Москосо и Альварес де Толедо (1777—1837), 11-й маркиз де Велада

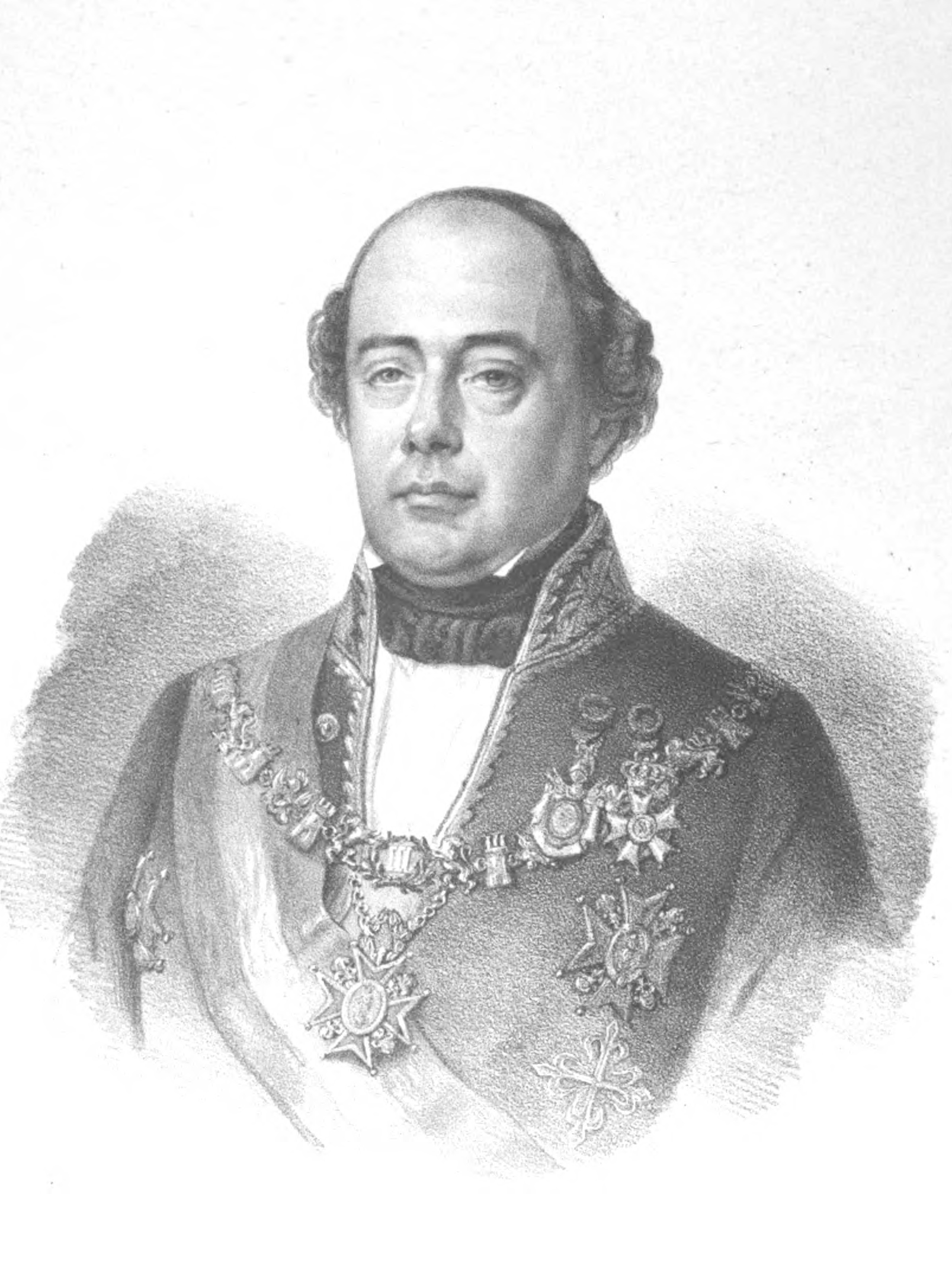
Висенте Пио Осорио де Москосо и Понсе де Леон (1801—1864), 14-й граф де Альтамира, 12-й маркиз де Велада

Маркиз де Велада — испанский дворянский титул. Он был создан 30 октября 1557 года королем Испании Филиппом II для Гомеса Давилы и Давилы (ок. 1490—1561), 11-го сеньора де Велада, 7-го сеньора де Сан-Роман, сеньора де Гуадамора.
Сеньория де Велада была создана в 1294 году после отвоевания этой территории у мусульман.
Гомес де Давила и Давила был сыном Санчо Санчеса Давилы де Риберы, 7-го сеньора де Сан-Романа, и Каталины Давилы и Давилы, 10-й сеньоры де Велада.
5 апреля 1614 года Антонио Педро Давила де Толедо и Колонна (1590—1666), 3-й маркиз де Велада, получил от короля Филиппа III титул гранда Испании.
Название маркизата происходит от названия муниципалитета Велада, провинция Толедо, автономное сообщество Кастилия-Ла-Манча.

## Маркизы де Велада
|                                             | Титул                                                  | Период                                      |
| Креация создана королем Испании Филиппом II | Креация создана королем Испании Филиппом II            | Креация создана королем Испании Филиппом II |
| ------------------------------------------- | ------------------------------------------------------ | ------------------------------------------- |
| 1                                           | Гомес Давила и Давила                                  | 1557-1561                                   |
| 2                                           | Гомес Давила и Толедо                                  | 1561-1599                                   |
| 3                                           | Антонио Санчо Давила де Толедо-и-Колонна               | 1599-1666                                   |
| 4                                           | Антонио Педро Санчо Давила и Осорио                    | 1666-1689                                   |
| 5                                           | Анна Давила и Осорио                                   | 1689-1692                                   |
| 6                                           | Мельчор де Гусман Осорио и Давила                      | 1692-1710                                   |
| 7                                           | Анна Николаса де Гусман Осорио и Давила                | 1710-1762                                   |
| 8                                           | Вентура Осорио де Москосо и Гусман Давила              | ?-1746                                      |
| 9                                           | Вентура Осорио де Москосо и Фернандес де Кордова       | 1762-1776                                   |
| 10                                          | Висенте Хоакин Осорио де Москосо и Гусман              | 1776-1816                                   |
| 11                                          | Висенте Изабель Осорио де Москосо и Альварес де Толедо | 1816-1837                                   |
| 12                                          | Висенте Пио Осорио де Москосо и Понсе де Леон          | 1837-1864                                   |
| 13                                          | Франсиско де Асис Руис де Арана и Осорио де Москосо    |                                             |
| 14                                          | Игнасия Руис де Арана и Монтальво                      | 1966-2018                                   |
| 15                                          | Мария дель Кармен Альендесаласар и Руис де Арана       | 2018 — н.в.                                 |

## История маркизов де Велада
- Гомес Давила и Давила (ок. 1490 — 6 октября 1561), 1-й маркиз де Велада, 11-й сеньор де Велада, 8-й сеньор де Сан-Роман, сеньор де Гуадамора. Сын Санчо Санчеса Давилы де Риберы, 7-го сеньора де Сан-роман, и Каталины Давилы и Давилы, 10-й сеньоры де Велада.
  - Супруга — Тереза Каррильо де Мендоса, дочь Иньиго Каррильо де Мендосы, вице-короля Сардинии, и Маргариты де Вильена. Ему наследовал их внук Гомес, сын Санчо Давилы и Каррильо де Мендосы и его супруги, Хуаны де Толедо:

- Гомес Давила и Толедо (? — 30 января 1599), 2-й маркиз де Велада, 9-й сеньор де Сан-Роман, главный майордом короля Испании Филиппа III.
  - Супруга — Анна де Толедо и Монрой, дочь Фернандо Альвареса де Толедо и Мануэля де Фигероа, 4-го графа де Оропеса, и Беатрис де Монрой и Айала, 2-й графини де Делейтоса.
  - Супруга — Анна Альварес де Толедо (? — 1596, дочь Гарсии де Толедо и Осорио (1514—1577), 4-го маркиза де Вильянуэва-дель-Бьерсо, 1-го герцога де Фернандина, и Виттории Колонны. Ему наследовал его сын от второго брака:

- Антонио Санчо Давила де Толедо и Колонна (15 января 1590 — 25 августа 1666), 3-й маркиз де Велада, 1-й маркиз де Сан-Роман, (с 1917 года титул называется маркиз де ла Вилья-де-Сан-Роман.
  - Супруга — Констанса Осорио, дочь Педро Альвареса Осорио, 8-го маркиза де Асторга, 9-го графа де Трастамара, 8-го графа де Санта-Марта-де-Ортигейра, 11-го графа де Вильялобос. Ему наследовал их старший сын:

- Антонио Педро Санчо Давила и Осорио[исп.] (ок. 1615 — 27 февраля 1689), 4-й маркиз де Велада, 2-й маркиз де Сан-Роман, 10-й маркиз де Асторга, 11-й граф де Трастамара, 9-й граф де Санта-Марта.
  - Супруга — Хуана Мария де Веласко и Осорио, 3-я маркиза де Салинас-дель-Рио-Писуэрга, дочь Луиса де Веласко и Ибарра, 2-го маркиза де Салинас-дель-Рио-Писуэрга, и Анны Осорио Манрике. Первый брак был бездетным.
  - Супруга — Анна Мария де Гусман и Сильва, 3-я графиня де Сальтес, дочь Родриго Переса де Гусмана и Сильвы Мендосы, 1-го графа де Сальтес, и Брианды де Суньиги Гусман Сотомайор и Суньиги, 6-й маркизы де Аямонте. Второй брак был бездетным. Ему наследовала его сестра:

- Анна Давила и Осорио (ок. 1585 — 20 июня 1692), 5-я маркиза де Велада, 3-я маркиза де Сан-Роман, 11-я маркиза де Асторга, 12-я графиня де Трастамара, 10-я графиня де Санта-Марта.
  - Супруг — Мануэль Луис де Гусман и Суньига, 4-й маркиз де Вильяманрике, 7-й маркиз де Аямонте. Ему наследовал их старший сын:

- Мельчор де Гусман Осорио Давила и Манрике де Суньига (? — 15 апреля 1710), 6-й маркиз де Велада, 4-й маркиз де Сан-Роман, 12-й маркиз де Асторга, 5-й маркиз де Вильяманрике, 8-й маркиз де Аямонте, 13-й граф де Трастамара, 5-й граф де Сальтес, 14-й граф де Ньева, 11-й граф де Санта-Марта, граф де Мансанарес.
  - Супруга — Анна Антония Базилия де ла Серда (1662—1679), дочь Хуана Франсиско де ла Серды и Энрикеса де Риберы, 8-го герцога де Мединасели, и Каталины де Арагон Сандоваль Фольк де Кардоны и Кордовы, 8-й герцогини де Сегорбе. Первый брак был бездетным.
  - Супруга — Мария Анна Фернандес де Кордова и Фигероа (1660—1711), дочь Луиса Игнасио Фернандеса де Кордовы и Энрикеса де Риберы, 6-го герцога де Ферия и 6-го маркиза де Прьего. Ему наследовала его дочь от второго брака:

- Анна Николаса де Гусман Осорио Давила и Манрике де Суньига (? — 1762), 7-я маркиза де Велада, 5-я герцогиня де Медина-де-лас-Торрес, 4-я герцогиня де Атриско, 13-я маркиза де Асторга, 9-я маркиза де Аямонте, 6-я маркиза де Вильяманрике, 5-я маркиза де Сан-Роман, 14-я графиня де Трастамара, 12-я графиня де Санта-Марта, 15-я графиня де Ньева, 6-я графиня де Сальтес.
  - Супруг — Антонио Гаспар де Москосо Осорио и Бенавидес (также известен как Осорио де Москосо и Арагон Давила) (1689—1725), 5-й герцог де Санлукар-ла-Майор, 4-й маркиз де Леганес, 9-й граф де Альтамира, 11-й граф де Монтеагудо, 7-й маркиз де Альмасан, 7-й граф де Лодоса, 7-й маркиз де Поса, 3-й маркиз де Мората-де-ла-Вега, 7-й граф де Арзаркольяр. Ей наследовал их сын:

- Вентура Осорио де Москосо и Гусман Давила и Арагон (1707 — 29 марта 1746), 8-й маркиз де Велада, 6-й герцог де Санлукар-ла-Майор, 6-й герцог де Медина-де-лас-Торрес, 14-й маркиз де Асторга, 8-й маркиз де Альмасан, 9-й маркиз де Поса, 4-й маркиз де Мората-де-ла-Вега, 5-й маркиз де Майрена, 10-й маркиз де Аямонте, 4-й маркиз де Сан-Роман, 7-й маркиз де Вильяманрике, 4-й маркиз де Монастерио, 5-й маркиз де Леганес, 13-й граф де Монтеагудо, 10-й граф де Альтамира, 8-й граф де Лодоса, 8-й граф де Арзаркольяр, 14-й граф де Трастамара, 8-й граф де Сальтес, 16-й граф де Ньева и 15-й граф де Санта-Марта-де-Ортигейра.
  - Супруга — Буэнавентура Франсиска Фернандес де Кордова Фольк де Кардона Рекесенс и де Арагон (1712—1768), 11-я герцогиня де Сесса, 11-я герцогиня де Терранова, 11-я герцогиня де Сантанджело, 10-я герцогиня де Андриа, 9-я герцогиня де Баэна, 15-я графиня де Кабра, 16-я графиня де Паламос, 10-я графиня де Оливето, 16-я графиня де Тривенто, 25-я баронесса де Бельпуч, 10-я баронесса де Калонже, баронесса де Линьола и 15-я виконтесса де Иснахар. Ему наследовал их сын:

- Вентура Осорио де Москосо и Фернандес де Кордова (1731 — 6 января 1776), 9-й маркиз де Велада, 5-й герцог де Атриско, 15-й маркиз де Асторга, 16-й граф де Кабра, 7-й герцог де Санлукар-ла-Майор, 7-й герцог де Медина-де-лас-Торрес, 12-й герцог де Сесса, 9-й герцог де Баэна, 10-й герцог де Сома, 6-й маркиз де Леганес, 9-й маркиз де Альмасан, 10-й маркиз де Поса, 5-й маркиз де Мората-де-ла-Вега, 6-й маркиз де Майрена, 13-й маркиз де Аямонте, 7-й маркиз де ла Вилья-де-Сан-Роман, 8-й маркиз де Вильяманрике, 5-й маркиз де Монастерио, 14-й граф де Монтеагудо, 9-й граф де Лодоса, 9-й граф де Арзаркольяр, 17-й граф де Ньева, 11-й граф де Альтамира, 8-й граф де Сальтес, 15-й граф де Трастамара, 16-й граф де Санта-Марта-де-Ортигейра, 17-й граф де Паламос, 11-й граф ди Оливето, 17-й граф ди Авеллино, 17-й граф ди Тривенто, 14-й виконт де Иснахар, 26-й барон де Бельпуч, 11-й барон де Калонже и барон де Линьола.
  - Супруга — Мария де ла Консепсьон де Гусман и Фернандес де Кордова (1730—1776), дочь Хосе де Гусмана и Гевары, 6-го маркиза де Монтеалегре, 6-го маркиза де Кинтан-дель-Марко, графа де Кастронуэво, графа де лос Аркос, 12-го графа де Оньяте, графа де Вильямедьяна, маркиза де Кампо-Реаль, маркиза де Гевары, и Марии Феличе Фернандес де Кордовы и Спинолы, дочери Николаса Марии Фернандеса де Кордовы и Фигероа, 10-го герцога де Мединасели и 9-го маркиза де Прьего. Ему наследовал их сын:

- Висенте Хоакин Осорио де Москосо и Гусман  (17 января 1756 — 26 августа 1816), 10-й маркиз де Велада, 6-й герцог де Атриско, 8-й герцог де Санлукар-ла-Майор, 8-й герцог де Медина-де-лас-Торрес, 11-й герцог де Баэна, 14-й герцог де Сесса, 12-й герцог де Сома, 15-й герцог де Македа, 16-й маркиз де Асторга, 7-й маркиз де Леганес, 14-й маркиз де Аямонте, 11-й маркиз де Поса, 9-й маркиз де Вильяманрике, 8-й маркиз де ла Вилья-де-Сан-Роман, 10-й маркиз де Альмасан, 6-й маркиз де Мората-де-ла-Вега, 16-й маркиз де Эльче, 6-й маркиз де Монастерио, 7-й маркиз де Майрена, 18-й граф де Паламос, 10-й граф де Лодоса, 10-й граф де Арзаркольяр, 17-й граф де Санта-Марта-де-Ортигейра, 16-й граф де Трастамара, 17-й граф де Кабра, 15-й граф де Монтеагудо, 17-й граф де Вильялобос, 18-й граф де Ньева, 12-й граф де Альтамира, 9-й граф де Сальтес, 27-й барон де Бельпуч, 15-й виконт де Иснахар.
  - Супруга — Мария Игнасия Альварес де Толедо и Гонзага Караччоло (1757—1795), дочь Антонио Марии Хосе Альвареса де Толедо и Переса де Гусмана, 10-го маркиза де Вильяфранка и де лос Велес, и Марии Антонии Доротеи Синфоросы Гонзага и Караччоло.
  - Супруга — Мария Магдалена Фернандес де Кордова и Понсе де Леон (1780—1830), дочь Хоакина Фернандеса де Кордовы, 3-го маркиза де ла Пуэбла-де-лос-Инфантес, и Бригиды Магдалены Понсе де Леон и Давилы. Ему наследовал его сын от первого брака:

- Висенте Изабель Осорио де Москосо и Альварес де Толедо (19 ноября 1777 — 31 августа 1837), 11-й маркиз де Велада, 7-й герцог де Атриско, 10-й герцог де Санлукар-ла-Майор, 9-й герцог де Медина-де-лас-Торрес, 15-й герцог де Сесса, 13-й герцог де Сома, 16-й герцог де Македа, 12-й герцог де Баэна, 17-й маркиз де Асторга. 8-й маркиз де Леганес, 15-й маркиз де Аямонте, 10-й маркиз де Вильяманрике, 12-й маркиз де Поса, 7-й маркиз де Мората-де-ла-Вега, 7-й маркиз де Монастерио, 8-й маркиз де Майрена, 17-й маркиз де Эльче, 9-й маркиз де ла Вилья-де-Сан-Роман, 11-й маркиз де Альмасан, 18-й граф де Кабра, 19-й граф де Паламос, 18-й граф де Вильялобос, 10-й граф де Сальтес, 16-й виконт де Иснахар.
  - Супруга — Мария дель Кармен Понсе де Леон и Карвахаль (1780—1813), 9-я маркиза де Кастромонте, 5-я герцогиня де Монтемар, 9-я графиня де Гарсиэс, дочь Антонио Марии Понс де Леона Давилы и Каррильо де Альборноса, 4-го герцога де Монтемар, 8-го маркиза де Кастромонте, 5-го графа де Валермосо, 4-го графа де Гарсиэс, и Марии дель Буэн Консехо Карвахаль и Гонзага, дочери Мануэля Бернардино де Карвахаля и Суньиги, 6-го герцога де Абрантес, 5-го герцога де Линарес. Ему наследовал их сын:

- Висенте Пио Осорио де Москосо и Понсе де Леон (22 июля 1801 — 22 февраля 1864), 12-й маркиз де Велада, 8-й герцог де Атриско, 11-й герцог де Санлукар-ла-Майор, 10-й герцог де Медина-де-лас-Торрес, 16-й герцог де Сесса, 14-й герцог де Сома, 13-й герцог де Баэна, 17-й герцог де Македа, 6-й герцог де Монтемар, 18-й маркиз де Асторга, 9-й маркиз де Леганес, 9-й маркиз де Кастромонте, 16-й маркиз де Аямонте, 11-й маркиз де Вильяманрике, 10-й маркиз де ла Вилья-де-Сан-Роман, 12-й маркиз де Альмасан, 13-й маркиз де Поса, 8-й маркиз де Мората, 9-й маркиз де Майрена, 18-й маркиз де Эльче, 8-й маркиз де Монастерио, 12-й маркиз де Монтемайор, 10-й маркиз дель-Агила, 20-й граф де Паламос, 12-й граф де Лодоса, 11-й граф де Арзаркольяр, 19-й граф де Вильялобос, 19-й граф де Ньева, 11-й герцог де Сальтес, 10-й граф де Гарсиэс, 6-й граф де Валермосо, граф де Кантильяна, 16-й граф де Монтеагудо, 14-й граф де Альтамира, 19-й граф де Кабра, граф де Трастамара, граф де Санта-Марта-де-Ортигейра, 17-й виконт де Иснахар, барон де Бельпуч и граф ди Оливето.
  - Супруга — Мария Луиза де Карвахаль и де Керальт (1804—1843), дочь Хосе Мигеля де Карвахаля Варгаса и Манрике де Лара, 2-го герцога де Сан-Карлос, вице-короля Наварры, и Марии Эулалии де Керальт и Сильвы. Ему наследовал его внук:

- Франсиско де Асис Руис де Арана и Осорио де Москосо (13 марта 1863 — ?), 13-й маркиз де Велада, сын Хосе Марии Руиса де Араны и Сааведры (1826—1891), герцога де Кастель-Сангро, и Марии Розалии Осорио де Москосо и Карвахаль (1840—1918), 14-й герцогини де Баэна.
  - Супруга — Мария Паскуала де Харава и Муньос (первый брак был бездетным).
  - Супруга — Аделаида Гонсалес де Кастехон и Торрес (второй брак также оказался бездетным). Ему наследовала его внучатая племянница:

- Игнасия Руис де Арана и Монтальво (11 августа 1931—2018), 14-я маркиза де Велада.
  - Супруг — Карлос Альендесаласар и Травеседо Аспирос и Бернальодо де Кирос, 5-й виконт де Тапиа, дочь Мануэля Альендесаласара и Асапироса, 5-го графа де Монтефуэрте, и Риты де Травеседо и Бернальдо де Кирос, 2-й маркизы де Санта-Кристина, 4-й маркизы де Касарьего. Ей наследовала их дочь:

- Мария дель Кармен Альендесаласар и Руис де Арана (род. 1954), 15-я маркиза де Велада.